# Entyloma aeschynomenis
Entyloma aeschynomenis är en svampart som beskrevs av Vánky 2002. Entyloma aeschynomenis ingår i släktet Entyloma och familjen Entylomataceae.   Inga underarter finns listade i Catalogue of Life.